# Čtvrtý summit Evropského politického společenství
Čtvrtý summit Evropského politického společenství byl mezinárodní summit, který se konal 18. července 2024 v Blenheimském paláci v anglickém městě Woodstock. Jednalo se o druhý summit Evropského politického společenství, který se konal ve nečlenském státě Evropské unie a zároveň o jediný summit v bývalém členském státě EU. Bylo totiž dohodnuto, že v první polovině kalendářního roku summit EPS hostí nečlenská země EU a ve druhé polovině kalendářního roku jej bude hostit evropská země, která je členem EU a která zároveň předsedá Radě Evropské unie. Datum tohoto summitu však bylo výjimečně o zhruba měsíc a půl posunuto mimo jiné z důvodu událostí na mezinárodní politické scéně jako volby do Evropského parlamentu, všeobecné volby ve Spojeném království, další volby v evropských zemích a Mírový summit o Ukrajině ve Švýcarsku, které se konaly v období, kdy je zvykem pořádat summit EPS v neunijních zemích. Oficiální představitelé Ruska a Běloruska přizváni nebyli.

## Výsledek
Během zahajovacího zasedání švýcarská prezidentka Viola Amherd oznámila, že komuniké ze Mírového summitu o Ukrajině, konající se v polovině června téhož roku, podepsalo 87 zemí.
Kromě potvrzení, že se příští summit EPS bude konat v Maďarsku, jakožto unijní zemi předsedající Radě EU, se na summitu také stanovilo, že v roce 2025 bude summit hostit neunijní Albánie na přelomu jara a léta a unijní Dánsko na podzim.
Již podruhé se summitu EPS účastnila vůdkyně běloruské opozice Svjatlana Cichanouskaja, jakožto zástupkyně svobodného Běloruska. Byla pozvána pořadateli summitu.